# PC 99
PC 99 fue una especificación para las PC desarrolladas en conjunto por Intel y Microsoft en 1998. Su objetivo era fomentar la estandarización del hardware de PC para ayudar a la compatibilidad de Windows. Definió las especificaciones mínimas de hardware para los diferentes tipos de PC (ej. oficina, entretenimiento) que, para ese entonces, eran típicamente (ej. CPU de 300 MHz con RAM de 64 MiB en el PC de entretenimiento). Desalentó fuertemente el uso de hardware no plug-and-play (en particular las ranuras ISA) y ordenó el uso del USB.

## Códigos de color
El impacto más duradero de PC 99 fue el que definió el código de color para varios tipos estándares de enchufes y conectores usados en las PC. Debido a que muchos de los conectores se veían muy similares, particularmente a un usuario de PC principiante, esto hizo mucho más fácil conectar los periféricos con los puertos correctos en una PC. Este código de color fue adoptado gradualmente por casi todos los fabricantes de PC, tarjetas madres y periféricos.
| Color                     | Color                    | Función | Conector                |                 |
| Teclado y mouse           | Teclado y mouse          | Teclado y mouse                                                                                                  | Teclado y mouse         | Teclado y mouse |
| ------------------------- | ------------------------ | --- | ----------------------- | --------------- |
|                           | Verde                    | mouse PS/2 / dispositivo apuntador                                                                               | mini-DIN de 6 pines     |                 |
|                           | Púrpura                  | teclado PS/2 | mini-DIN de 6 pines     |                 |
| Puertos de Entrada/Salida |                          | |                         |                 |
|                           | Negro                    | Puerto USB | USB tipo A              |                 |
|                           | Gris                     | Firewire / IEEE 1394                                                                                             | FireWire 400 de 6 pines |                 |
|                           | Magenta                  | Puerto paralelo                                                                                                  | D de 25 pines           |                 |
|                           | Verde azulado o turquesa | Puerto serie | D de 9 pines            |                 |
| Tarjeta de video          |                          | |                         |                 |
|                           | Azul                     | VGA analógico | 15-pin VGA              |                 |
|                           | Blanco                   | Monitor digital                                                                                                  | DVI                     |                 |
|                           | Amarillo                 | S-Video | mini-DIN de 4 pines     |                 |
|                           | Amarillo                 | Video compuesto                                                                                                  | jack RCA                |                 |
| Tarjeta de sonido         |                          | |                         |                 |
|                           | Rosado                   | Entrada de audio de micrófono                                                                                    | jack de 3,5 mm          |                 |
|                           | Azul claro               | Entrada de audio de nivel de línea.                                                                              | jack de 3,5 mm          |                 |
|                           | Verde lima               | Salida de audio analógica de nivel de línea para la señal estéreo principal (altavoces frontales o auriculares). | jack de 3,5 mm          |                 |
|                           | Marrón                   | Salida de audio analógica de nivel de línea para 'altavoz de derecha-a-izquierda'(altavoces traseros).           | jack de 3,5 mm          |                 |
|                           | Naranja                  | Salida digital de audio S/PDIF                                                                                   | jack de 3,5 mm          |                 |
|                           | Oro                      | Altavoz central y subwoofer                                                                                      | Conector TRS de 3,5 mm  |                 |
|                           | Oro                      | Puerto de juegos / MIDI                                                                                          | sub-D de 15 pines       |                 |